# Taeniodera halyi
Taeniodera halyi är en skalbaggsart som beskrevs av Sharp 1886. Taeniodera halyi ingår i släktet Taeniodera och familjen Cetoniidae. Inga underarter finns listade i Catalogue of Life.